# Карл Йоахим Фридрих
Карл Йоахим Фридрих (на немски: Carl Joachim Friedrich) е германско-американски политолог.

## Биография
Карл Йоахим Фридрих е роден на 5 юни 1901 година в Лайпциг в семейството на професора по медицина Паул Леополд Фридрих и благородничка от пруския род Бюлов. През 1925 година завършва Хайделбергския университет при Алфред Вебер, като защитава там и докторат през 1930 година.
Още през 1920-те години често пътува до Съединените щати, преподава в Харвардския университет от 1926 година, утвърждавайки се сред най-авторитетните специалисти по германска конституционна история. След налагането на националсоциалистическия режим в Германия през 1930-те години приема американско гражданство.
Активен противник на националсоциализма, след Втората световна война Фридрих е съветник по конституционните въпроси на американската окупационна администрация в Германия, работи за денацификацията на страната и участва в създаването на конституцията на Западна Германия. През следващите години е сред политолозите с водеща роля в изследването на тоталитаризма.
Възгледите си по тоталитаризма Фридрих излага в написаната в съавторство с младия Збигнев Бжежински книга „Тоталитарна диктатура и автокрация“ („Totalitarian Dictatorship and Autocracy“, 1956), която доразвива тезите на Хана Аренд с по-силен фокус върху комунизма и се превръща в един от първите трудове на зараждащата се съветология. В книгата тоталитаризмът се разглежда като закономерно развитие на традиционния авторитаризъм под влияние на напредъка на технологиите и разпространението на масовата демокрация.
Карл Йоахим Фридрих умира на 19 септември 1984 година в Лексингтън, щ. Масачузетс, САЩ.